# Bukovina nad Labem
Bukovina nad Labem è un comune della Repubblica Ceca facente parte del distretto di Pardubice, nella regione omonima.